# Jean Teulon
Pour les articles homonymes, voir Teulon.
Jean Teulon est un homme politique français né le 8 avril 1775 à Bordeaux (Gironde) où il est mort le 14 avril 1831.
Propriétaire, notamment du château de Lacaze (Aiguillon, Lot-et-Garonne), il est député de Lot-et-Garonne de 1815 à 1816 et de 1830 à 1831, siégeant à droite, dans la majorité conservatrice.

### Sources
- « Jean Teulon », dans Adolphe Robert et Gaston Cougny, Dictionnaire des parlementaires français, Edgar Bourloton, 1889-1891 [détail de l’édition]